# Banyu Biru (Widodaren)
Banyu Biru is een bestuurslaag in het regentschap Ngawi van de provincie Oost-Java, Indonesië. Banyu Biru telt 6094 inwoners (volkstelling 2010).